# リンドウ・マン

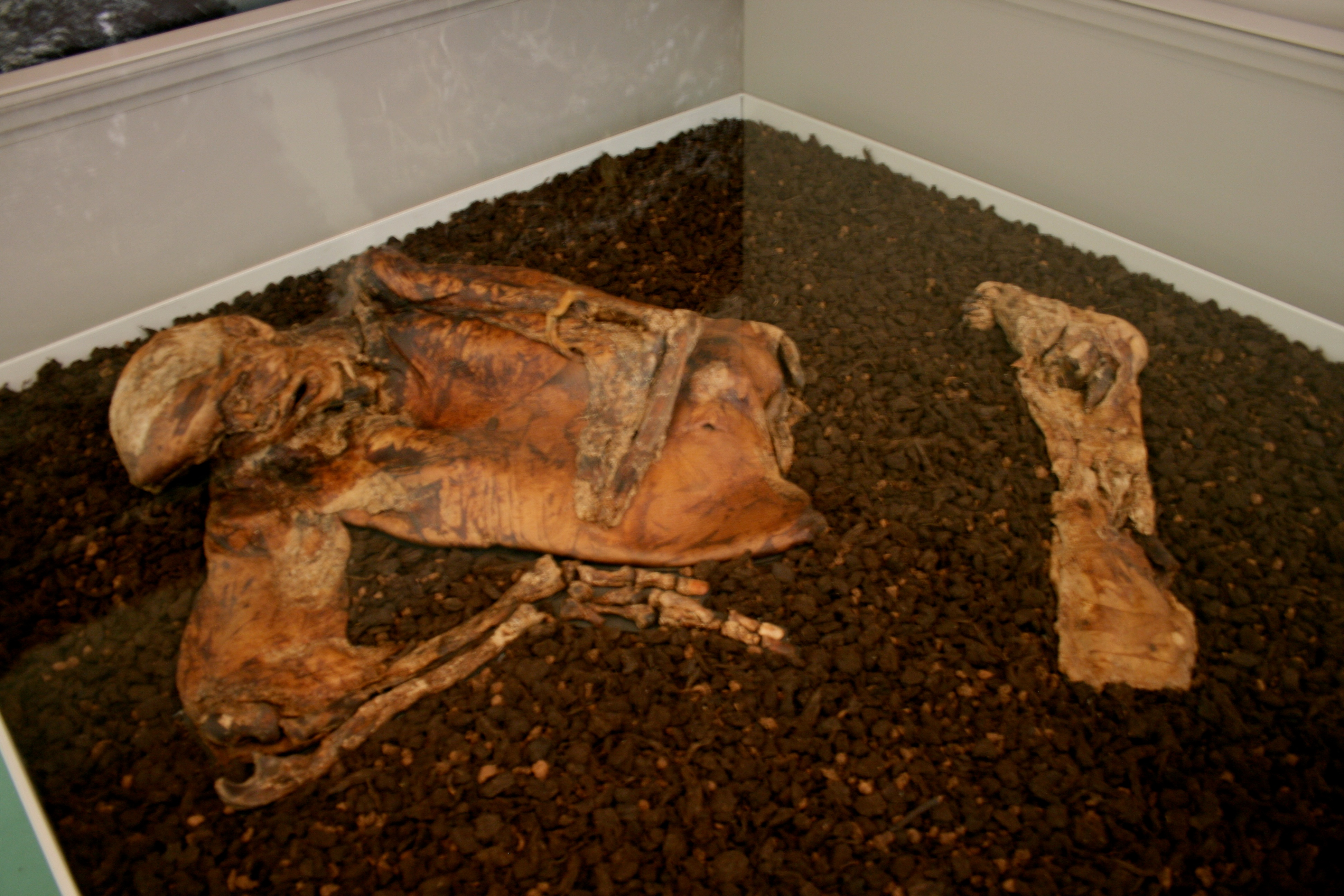
大英博物館で展示されているリンドウ・マン(2010年)

リンドウ・マン（英: Lindow Man）は、古代ケルトのブリトン人の死蝋化した遺骸である。保存状態が良く1世紀頃に生きていたとされる。

## 発見

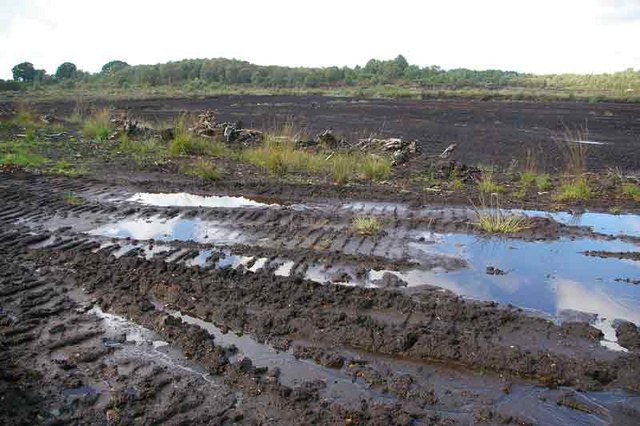
リンドウ・マンが発見されたリンドウ・モスの泥炭地

1984年、イングランドのマンチェスターの南15 kmにあるリンドウ・モスの泥炭地でリンドウ・マンは発見された。
リンドウ・マンは植物の堆積層によって酸素が遮断されていたため保存状態が良く、皮膚だけでなく髪の毛や指の爪まで残っていた。
ただし、臍（へそ）から下は泥炭を切り出す機械のせいで損傷してしまっていた。
左腕に狐の毛皮のバンドを装着し、喉に紐が巻きつけられていたことを除けば、裸体であった。
骨と歯の分析から栄養状態が良く死亡した時はおそらく20代中頃だったと推定された。
指の爪を電子顕微鏡で調べるとマニキュアをしていることも判明しており、少なくとも下層階級の人間ではない。

## 死因
リンドウ・マンは、遺体の状況から何者かに殺害されたとみられる。
最初に細刃の斧で頭を2、3回殴られた。傷口が腫れていたので、その時点ではまだ生存していた。
次に首に紐を巻きつけられ、背中でその紐を棒でねじられて首を絞められた結果、首の骨が折れてリンドウ・マンは死んだ。死後に喉を切り裂かれ、沼地の水たまりに遺体が投げ捨てられたとされる。

## 殺された理由
理由は不明であるが、リンドウ・マンが自ら進んで生贄となって殺害された可能性がある。
最初に細刃の斧で殴られた際にリンドウ・マンが意識を失った可能性があることから犯人がリンドウ・マンの苦痛を和らげる配慮をした可能性がある。
さらに念入りな殺され方やリンドウ・マンの胃からヤドリギの花粉（ドルイドが儀式に使う）が数粒見つかったこと、リンドウ・マン以外の遺体も見つかっていることからリンドウ・モスの泥炭地が生贄を捧げる場所だった可能性が考えられる。